# النزاع المسلح في أو كيه كورال
النزاع المسلح في أو كيه كورال (بالإنجليزية: Gunfight at the O.K. Corral)‏ كان تبادلًا لاطلاق النار لمدة 30 ثانية بين رجال قانون وأعضاء مجموعة غير منظمة من الخارجين عن القانون سُميت برعاة البقر، وقع في حوالي الساعة 3:00 مساءً يوم الأربعاء 26 أكتوبر 1881 في تومبستون بإقليم أريزونا في الولايات المتحدة. يُنظر إليه بشكل عام على أنه أشهر تبادل لاطلاق النار في تاريخ الغرب الأمريكي المتوحش. كان القتال نتيجة لخلاف طويل الأمد، بين رعاة البقر بيلي كلايبورن وأيك وبيلي كلانتون وتوم وفرانك ماكلاوري من جهة، ومارشال المدينة ڤيرجيل إيرپ والشرطي الخاص مورجان إيرپ والشرطي الخاص وايات إيرپ والشرطي المؤقت دوك هوليداي على الجانب الآخر. كان الأخوة إيرپ الثلاثة أهدافًا لتهديدات متكررة بالقتل من قِبل رعاة البقر الذين اعترضوا على تدخل الإيرپ في أنشطهم غير القانونية. واجه رجال القانون الأربعة خمسة من رعاة البقر. قُتل بيلي كلانتون والأخوين ماكلاوري، وزعم أيك كلانتون أنه كان غير مسلح وهرب من المعركة، إلى جانب بيلي كلايبورن وويز فولر. أصيب كل من ڤيرجيل ومورجان وهوليداي، ولكن وايات إيرپ لم يصب بأذى. جاء تبادل إطلاق النار ليمثل فترة الغرب الأمريكي القديم عندما كانت التخوم مجالًا مفتوحًا تقريبًا للخارجين عن القانون من دون معارضة إلى حد كبير من قِبل ضباط إنفاذ القانون الذين انتشروا بشكل ضئيل على الأقاليم الشاسعة.
لم يكن القتال معروفًا لدى الجمهور الأمريكي حتى سنة 1931، عندما نشر ستيوارت ليك السيرة الذاتية وايات إيرپ: مارشال التخوم بعد عامين من وفاة إيرپ. كان الكتاب هو الأساس لفيلم ماي دارلينج كليمنتين سنة 1946 الذي أخرجه چون فورد، وفيلم النزاع المسلح في أو كيه كورال سنة 1957 وبعدها أصبح القتال معروفًا بهذا الاسم. ومنذ ذلك الوقت تم تصوير النزاع بدرجات متفاوتة من الدقة في العديد من الأفلام والكتب الغربية، وأصبح نموذجًا أصليًا للصورة العامة المرتبطة بالغرب القديم.
على الرغم من اسمه فالقتال لم يكن بداخل أو بجوار مبنى أو كيه كورال والذي يواجه شارع ألين وله مدخل خلفي فيه أكشاك الخيول في شارع فريمونت. إطلاق النار وقع بالفعل في مكان ضيق على جانب استوديو سي إس فلاي للتصوير الفوتوغرافي الذي كان يقع غرب أو كيه كورال، بعض أعضاء الحزبين المتعارضين كان يفصل بينهما في البداية 6 قدم (1.8 م). اُطلِقت حوالي 30 طلقة في 30 ثانية. قُتل توم وفرانك ماكلاوري وبيلي كلانتون، أيك كلانتون لاحقًا حمل تهم قتل ضد الإيرپ وهوليداي، وتمت تبرئة رجال القانون من قِبل العدالة المحلية للسلام بعد جلسة استماع تمهيدية لمدة 30 يومًا من قِبل هيئة محلفين محلية كبرى.
لم تكن المعركة هي نهاية الصراع، ففي 28 ديسمبر 1881 تعرض ڤيرجيل إيرپ لكمين وجُرح في محاولة قتل من قِبل رعاة البقر، وفي 18 مارس 1882 أطلق راعي بقر النار من زقاق مظلم عبر باب زجاجي لصالون وقتل مورجان إيرپ.

## وصلات خارجية
- Witness Transcripts Legal and Court History of Cochise County
- The Inquest answers reprinted from The Daily Nugget
- Linder، Douglas، المحرر (2005). "Famous Trials: The O. K. Corral Trial". مؤرشف من الأصل في 2011-02-03.
- Transcript of Wyatt Earp's Testimony
- Wyatt Earp Photo Page على موقع واي باك مشين (نسخة محفوظة 16 June 2008)
- Clanton Family History